# Lars Hegaard
 (juillet 2014).
Lars Hegaard, né en 1950, est un compositeur et guitariste danois.